# Ашилова, Данара Овшиновна
Данара Овшиновна Ашилова (13 сентября 1935 года, Башанта, Калмыцкая автономная область, РСФСР — 20 августа 1982 года) — советский антрополог. Кандидат исторических наук, автор работ по калмыкам.

## Биография
Родилась 13 сентября 1935 года в посёлке Башанта (ныне Городовиковск) на западе Калмыкии. Отец Овше Джалович работал бухгалтером, мать Аграфена Петровна — воспитателем детского сада. Имела сестру Раису (род. 1937) и брата Валерия (род. 1941, перед войной).
В декабре 1943 года вместе с семьёй и другими калмыками выслана в Сибирь. Время войны и депортации провела в селе Красноярке Кагановичского района Омской области. Село тогда было районным центром и имело среднюю школу (многие дети депортированных вовсе не учились, либо заканчивали только начальную школу или семилетку; если бы средняя школа располагалась в другом селе, то требовалось бы специальное разрешение от властей).
В 1955 году вместе с сестрой закончила школу. Отец как член партии раньше других калмыков получил освобождение, семья смогла перебраться в город Ош. Тогда же Данара сильно заболела и только в 1956 году поступила на факультет естествознания Ошского педагогического института (ныне Ошский государственный университет), который закончила в 1961 году.
В 1957 году власти разрешили калмыкам вернуться на родину. В 1961—1968 годах Данара Ашилова работала заведующей отделом природы Калмыцкого республиканского краеведческого музея.
С 1968 по 1971 годы училась в аспирантуре Института этнографии АН СССР, в отделе этнической антропологии. В 1972 году защитила там кандидатскую диссертацию на тему «Антропологический состав калмыцкого народа», став первым антропологом Калмыкии. Участвовала в антропологических экспедициях в Калмыкию 1969—1972 годов, под руководством И. М. Золотарёвой проводила антропологическое исследование (2059 бланков).
С 1971 по 1981 работала старшим научным сотрудником Калмыцкого НИИЯЛИ в секторе этнографии и монголоведения. Также преподавала антропологию на историческом факультете Калмыцкого государственного университета.
Изучала антропологию этно-территориальных групп калмыков и этническую историю калмыцкого народа. Собрала обширный соматологический материал, опубликовала в 1976 году монографию «Этническая антропология калмыков» — основной источник по соматологии калмыков. Составила коллекцию дерматоглифического материала (около 1800 бланков по всем районам). Также начала гематологические исследования по группам крови системы АВ0, сбор одонтологических снимков. Результаты её работ опубликованы только частично.
Умерла 20 августа 1982 года в возрасте 46 лет.

## Публикации
- К истории изучения антропологии калмыков // УЗ КНИИЯЛИ. — Элиста, 1969. — Вып.8. Сер. истор.
- Антропологическая характеристика современных калмыков // Советская этнография. — 1971. — № 5. С. 61-74.
- Анализ распределения некоторых физиологических показателей среди калмыков (данные серологии) // Проблемы алтаистики и монголоведения. Тез. докл. и сооб. Всесоюз. конф. Элиста, 17-19 мая 1972 г. — Элиста, 1972. С. 69-70.
- Антропологическая характеристика некоторых этнографических групп калмыков // Вестн. КНИИЯЛИ. — Элиста, 1973. — Вып.7.
- Данные по группам крови системы АВО у калмыков // Проблемы алтаистики и монголоведения, вып.1 (Серия литературы, фольклора и истории). Матер. Всесоюз. конф. Элиста, 17-19 мая 1972 г. — Элиста, 1974. С. 231—234.
- Этническая антропология калмыков (соматологическое исследование). — Элиста, 1976. 215 с.
- Дерматоглифика калмыков (к проблеме их этногенеза) // Всесоюзная сессия, посвященная итогам полевых этнографических и антропологических исследований 1976—1977 гг. Тезисы докладов. Ереван, 1978. С. 25-26.
- Антропология калмыков и проблемы их этногенеза // Этногенез и этническая история тюрко-язычных народов Сибири и сопредельных территорий. Омск, 1979. С. 29-30.
- Распределение дерматоглифических признаков среди этнотерриториальных групп калмыков. В книге: Вопросы сравнительной этнографии и антропологии калмыков. — Элиста, 1980. С. 42-52.
- Дерматологическая характеристика калмыков // Проблемы современных этнических процессов в Калмыкии. — Элиста, 1985. С. 121—135.